# Кламп
Кламп (нім. Klamp) — громада в Німеччині, розташована в землі Шлезвіг-Гольштейн. Входить до складу району Плен. Складова частина об'єднання громад Лютьєнбург.
Площа — 9,72 км2. Населення становить 652 ос. (станом на 31 грудня 2020).